# Vicariato apostolico di Yurimaguas
Il vicariato apostolico di Yurimaguas (in latino Vicariatus Apostolicus Yurimaguaënsis) è una sede della Chiesa cattolica in Perù immediatamente soggetta alla Santa Sede. Nel 2022 contava 283 360 battezzati su 422 000 abitanti. È retto dal vescovo Jesús María Aristín Seco, C.P.

## Territorio
Il vicariato apostolico comprende le province di Alto Amazonas e Datem del Marañón nella regione peruviana di Loreto.
Sede del vicariato è la città di Yurimaguas, dove si trova la cattedrale della Madonna della Neve.
Il territorio è suddiviso in 23 parrocchie.

## Storia
La prefettura apostolica di San Gabriel de la Dolorosa del Marañón fu eretta il 27 febbraio 1921 con il breve In sublimi di papa Benedetto XV, ricavandone il territorio dal vicariato apostolico di San León del Amazonas (oggi vicariato apostolico di Iquitos).
Il 3 giugno 1936 la prefettura apostolica fu elevata a vicariato apostolico con la bolla Quo in regionibus di papa Pio XI.
L'11 gennaio 1946 cedette una porzione del suo territorio a vantaggio dell'erezione della prefettura apostolica di San Francisco Javier (oggi vicariato apostolico di Jaén in Perù o San Francisco Javier).
Il 10 novembre 1960 ha assunto il nome attuale.

## Cronotassi dei vescovi
Si omettono i periodi di sede vacante non superiori ai 2 anni o non storicamente accertati.
- Atanasio Celestino Jáuregui y Goiri, C.P. † (1921 - 30 agosto 1957 deceduto)
- Gregorio Elias Olazar Muruaga, C.P. † (31 agosto 1957 succeduto - 25 marzo 1972 dimesso)
- Miguel Irizar Campos, C.P. † (25 marzo 1972 - 6 agosto 1989 nominato vescovo coadiutore di Callao)
  - Sede vacante (1989-1991)
- José Luis Astigarraga Lizarralde, C.P. † (26 novembre 1991 - 17 dicembre 2016 ritirato)
  - Sede vacante (2016-2020)
- Jesús María Aristín Seco, C.P., dall'8 luglio 2020[1]

## Statistiche
Il vicariato apostolico nel 2022 su una popolazione di 422 000 persone contava 283 360 battezzati, corrispondenti al 67,1% del totale.
| anno | popolazione | popolazione | popolazione | presbiteri | presbiteri | presbiteri | presbiteri                | diaconi | religiosi | religiosi | parrocchie |
| anno | battezzati  | totale      | %           | numero     | secolari   | regolari   | battezzati per presbitero | diaconi | uomini    | donne     | parrocchie |
| ---- | ----------- | ----------- | ----------- | ---------- | ---------- | ---------- | ------------------------- | ------- | --------- | --------- | ---------- |
| 1950 | 20 130      | 30 000      | 67,1        | 15         |            | 15         | 1 342                     |         | 18        | 10        | 8          |
| 1966 | 55 000      | 60 000      | 91,7        | 16         |            | 16         | 3 437                     |         |           | 32        | 8          |
| 1970 | 52 000      | 56 000      | 92,9        | 18         |            | 18         | 2 888                     |         | 21        | 32        | 8          |
| 1976 | 75 000      | 85 000      | 88,2        | 12         |            | 12         | 6 250                     |         | 15        | 42        | 11         |
| 1980 | 79 116      | 87 300      | 90,6        | 9          | 1          | 8          | 8 790                     |         | 10        | 37        | 12         |
| 1990 | 125 000     | 140 000     | 89,3        | 13         | 2          | 11         | 9 615                     |         | 17        | 58        | 23         |
| 1999 | 185 820     | 215 072     | 86,4        | 11         | 4          | 7          | 16 892                    |         | 13        | 58        | 19         |
| 2000 | 188 300     | 219 320     | 85,9        | 11         | 4          | 7          | 17 118                    | 2       | 13        | 54        | 19         |
| 2001 | 188 900     | 220 000     | 85,9        | 12         | 4          | 8          | 15 741                    |         | 15        | 54        | 19         |
| 2002 | 190 000     | 222 000     | 85,6        | 17         | 8          | 9          | 11 176                    |         | 13        | 59        | 19         |
| 2003 | 193 000     | 225 000     | 85,8        | 18         | 8          | 10         | 10 722                    |         | 14        | 59        | 19         |
| 2004 | 201 500     | 235 000     | 85,7        | 16         | 6          | 10         | 12 593                    |         | 14        | 59        | 19         |
| 2010 | 216 000     | 252 000     | 85,7        | 20         | 9          | 11         | 10 800                    |         | 19        | 51        | 23         |
| 2014 | 237 000     | 264 000     | 89,8        | 20         | 10         | 10         | 11 850                    |         | 18        | 52        | 25         |
| 2017 | 265 000     | 394 000     | 67,3        | 25         | 11         | 14         | 10 600                    |         | 21        | 52        | 21         |
| 2020 | 270 000     | 405 000     | 66,7        | 28         | 14         | 14         | 9 642                     | 5       | 23        | 67        | 21         |
| 2022 | 283 360     | 422 000     | 67,1        | 27         | 15         | 12         | 10 494                    | 7       | 22        | 67        | 23         |